# Château de Kakegawa
Le château de Kakegawa (掛川城, Kakegawa-jō) est un château japonais qui sert de siège à différents fudai daimyo qui règnent sur le domaine de Kakegawa de la province de Tōtōmi, dans ce qui est à présent la ville de Kakegawa, préfecture de Shizuoka.

## Histoire
Le premier château de Kakegawa est construit durant l'ère Bunmei (1469-1487), par Yasuhiro Asahina, un obligé du seigneur de guerre Yoshitada Imagawa, afin de consolider son emprise sur la province de Totomi. Le château reste alors entre les mains des générations successives du clan Asahina. Après la défaite du clan Imagawa à la bataille d'Okehazama, les anciens territoires Imagawa sont répartis entre Shingen Takeda de la province de Kai et Ieyasu Tokugawa de la province de Mikawa. Le château de Kakegawa est cédé par Yasutomo Asahina sans résistance aux forces des Tokugawa en 1568. La région environnante demeure un territoire contesté entre les Tokugawa et les Takeda pendant de nombreuses années, mais le château de Kakegawa reste entre les mains des Tokugawa jusqu'à la chute du clan Takeda.
Après le siège d'Odawara en 1590 et l'accession au pouvoir de Toyotomi Hideyoshi, Ieyasu Tokugawa est contraint d'échanger ses domaines dans la région de Tōkai pour la région de Kantō. Kakegawa est cédé à l'obligé de Toyotomi, Kazutoyo Yamauchi, comme centre d'un nouveau domaine de 51 000, puis 59 000 koku. Kazutoyo Yamauchi reconstruit complètement le château avec les créations modernes de l'époque ; la configuration actuelle ainsi que la plupart des murs de pierres et les douves datent de son époque.
Après l'établissement du shogunat Tokugawa, les Tokugawa recouvrent leurs territoires perdus et confient Tōtōmi à différents fudai daimyō. Le clan Yamauchi est de nouveau assigné à Kōchi dans Shikoku, et Kakegawa est initialement attribué à Sadakatsu Hisamatsu. Au cours des années, de nombreux clans de daimyos règnent sur le domaine de Kakegawa, se terminant après sept générations du clan Ōta. Le donjon (tenshu) construit par les Yamauchi est détruit lors d'un séisme en 1604 puis reconstruit en 1621.
Le château est entretenu durant le Bakumatsu mais subit de grands dégâts lors du séisme d'Ansei en 1854. De nombreuses structures sont déjà reconstruites en 1861 et servent de bureaux pour le gouvernement local après la restauration de Meiji. Le donjon n'est cependant jamais reconstruit après le séisme.

## Aujourd'hui

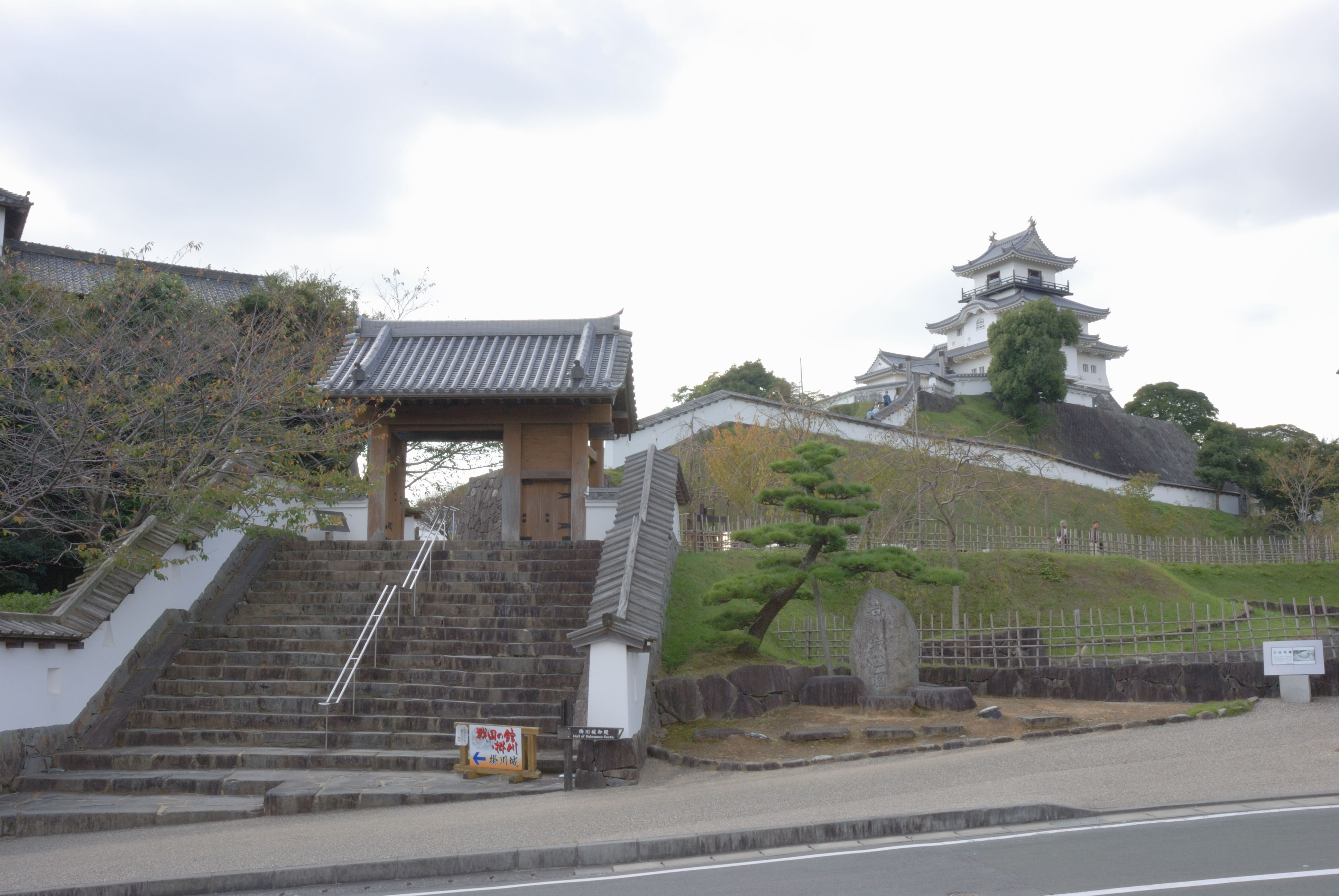
La porte restaurée du château.

Le château de Kakegawa reste en ruines pendant toute l'ère Showa à l'exception du Ni-no-Maru Goten (二の丸御殿) (résidence du daimyo), construit par Ōta Sukekatsu après le tremblement de terre et désigné par le gouvernement en 1980 comme bien culturel important. Parmi les autres parties subsistantes du château se trouvent une partie des douves et des murs de pierres ainsi que la maison des fûts de batterie. Une porte de la principale enceinte fortifiée du château construite en 1659 est donnée au temple bouddhiste de Yusan-ji à Fukuroi où elle sert maintenant de porte principale d'accès à ce même temple.
En avril 1994, des parties de la première enceinte castrale intérieure (honmaru), y compris quelques murs, un yagura et le donjon (tenshukaku), sont reconstruits selon les méthodes traditionnelles. La reconstruction du tenshukaku se fait sur la base des quelques dessins du tenshukaku original qui ont été préservés. C'est la première fois dans le Japon d'après-guerre qu'un tenshukaku est reconstruit en bois et en usant des méthodes traditionnelles de construction. Le coût d'un milliard de yens pour la reconstruction est largement couvert par les dons publics. 